# Abraham Jacobi

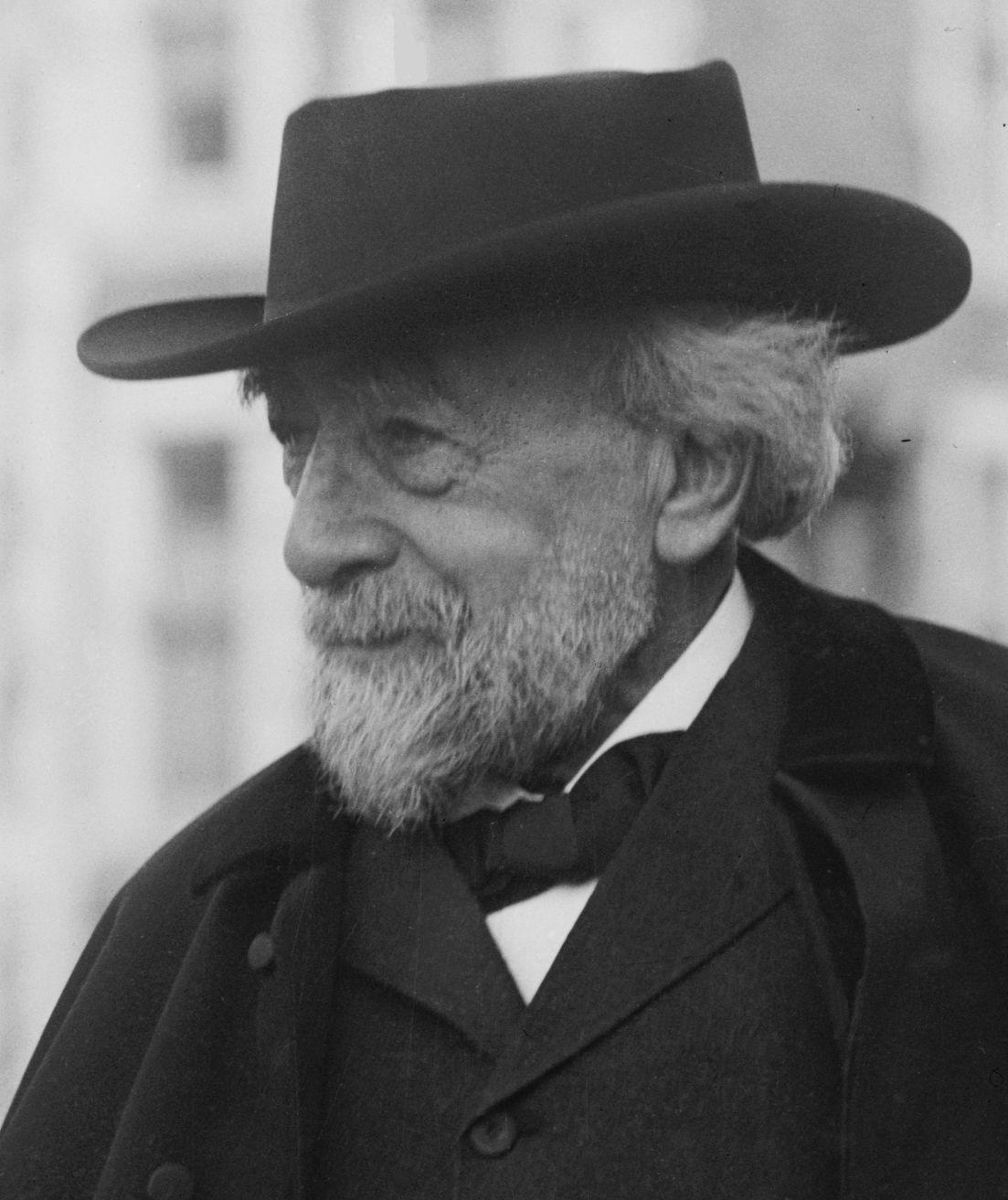
Abraham Jacobi, 1912

Abraham Jacobi (* 6. Mai 1830 in Hartum; † 10. Juli 1919 in Bolton Landing, New York am Lake George) war ein deutsch-US-amerikanischer Kinderarzt. Er war der Begründer der Kinderheilkunde in den Vereinigten Staaten und eröffnete die erste amerikanische Kinderklinik.

## Leben
Abraham Jacobi besuchte in Minden das Ratsgymnasium und studierte nach dem Abitur Medizin an den Universitäten Greifswald, Göttingen und Bonn, wo er 1851 zum Doktor der Medizin promoviert wurde. Während seines Studiums wurde er 1847 Mitglied der Burschenschaft Alemannia Greifswald.
Kurz nach seinem Studium schloss er sich  der revolutionären Bewegung in Deutschland an. Angeschuldigt, ein Mitglied des Bundes der Kommunisten zu sein, wurde er inhaftiert. Der Kölner Kommunistenprozess endete am 12. November 1852 mit seinem Freispruch, und Jacobi emigrierte 1853 über England in die USA.
1860 erhielt Jacobi den ersten amerikanischen Lehrstuhl für Kinderkrankheiten am New York Medical College als Professor für Kinderkrankheiten, wozu die Tätigkeit im Mount Sinai Hospital gehörte. Er selbst schilderte die Entwicklung in einem Vortrag am 23. September 1904 auf dem Internationalen Kongress für Wissenschaften und Künste in St. Louis:

„In den Vereinigten Staaten wurde die Kinderheilkunde von dem Professor der Geburtshilfe und [Frauen- und Kinderkrankheiten gelehrt. […] Die im Jahre 1860 stattfindende Reorganisation des New York Medical College in der Ost 13. Straße machte die Errichtung einer speziellen Poliklinik für Kinderkrankheiten möglich. Anstatt der gemeinschaftlichen Klinik für Weiber und Kinder, wie sie von Bedford, Gilman und G.T. Elliot in ihren betreffenden Schulen abgehalten worden war, wurde ein spezieller Lehrstuhl für Kinderkrankheiten errichtet. Als unser Bürgerkrieg den Schluss der Schule im Jahre 1865 veranlasste, übertrug ich die Kinderpoliklinik auf das University Medical College und im Jahre 1870 auf das College of Physicians and Surgeons.“

Von 1867 bis 1870 leitete er die medizinische Fakultät der City University of New York. Von 1870 bis 1899 war er Professor of Pediatrics an der Columbia University. Abraham Jacobi führte in die gesamte medizinische Ausbildung den Unterricht am Krankenbett ein.
Jacobi war ein Mitbegründer des American Journal of Obstetrics. Er gründete die Sektion Pädiatrie in der American Medical Association, und er war der erste Präsident der American Pediatric Society. 1870 gründete er mit Carl Schurz die Social Scientific Society for Intercultural Relations (eine der ältesten deutsch-amerikanischen Gesellschaften). 1904 wurde er in die American Academy of Arts and Sciences gewählt.
Seine erste Ehefrau Fanny Jacobi, geb. Meyer (1833–1856), war eine Schwester von Sophie Boas, geb. Meyer (1828–1916), der Mutter des Ethnologen Franz Boas, der ebenfalls in Minden das Gymnasium besucht hatte. Aus Jacobis 1873 geschlossenen Ehe mit der Medizinerin Mary Corinna Putnam Jacobi (* 31. August 1842; † 10. Juni 1906) stammte die Tochter Marjorie McAneny. Mary Putnam war die erste Frau, die an der L’École de Médecine in Paris zum Studium zugelassen wurde.

## Namensgebung
- Das Jacobi Medical Center in der New Yorker Bronx ist nach Abraham Jacobi benannt.
- Die Abraham-Jacobi-Straße in Minden ist nach ihm benannt.

## Schriften (Auswahl)
Autor
- Cogitationes de vita rerum naturalium. Köln 1851 (Diss. inaug. physiol.)
- Contributions to midwifery, and diseases of women and children. With a report on the progress of obstetrics, and uterine and infantile pathology in 1858. By Emil Noeggerath and Abraham Jacobi. H. Baillière, London / New York 1859
- Dentition and its Derangements. New York 1862.
- The Raising and Education of Abandoned Children in Europe. New York 1870.
- A Treatise on Diphtheria. Wood, New York 1880.
- Volksmedicin New York 1885 (=Vortraege, hrsg. vom Deutschen Gesellig-wissenschaftlichen Vereine von New York 10)
- Therapeutics of infacy and chilhood.  Lippincott, Philadelphia 1898
- Therapie des Säuglings- und Kindesalters. Springer, Berlin 1898.
- Der gegenwärtige Stand der Kinderheilkunde und ihre Beziehungen zu den angrenzenden Wissensgebieten. Springer, Berlin 1905. Nachdruck unter dem Titel: Die Geschichte der Pädiatrie und ihre Beziehungen zu den anderen Künsten und Wissenschaften. In: Theodor Hellbrügge (Hrsg.): Gründer und Grundlagen der Kinderheilkunde. Hansisches Verlagskontor, Lübeck 1979, S. 71–112.
- Memoiren aus preußischen Gefängnissen. In: Marx-Engels-Jahrbuch 5, Dietz Verlag, Berlin 1982, S. 362–382

Herausgeber
- Diseases of Children. An authorized translation from „Die deutsche Klini“ under the general editorial supervision of Julius L. Salinger, M. D. With thirty-four illustrations in the text. D. Appleton and company, New York and London 1910.

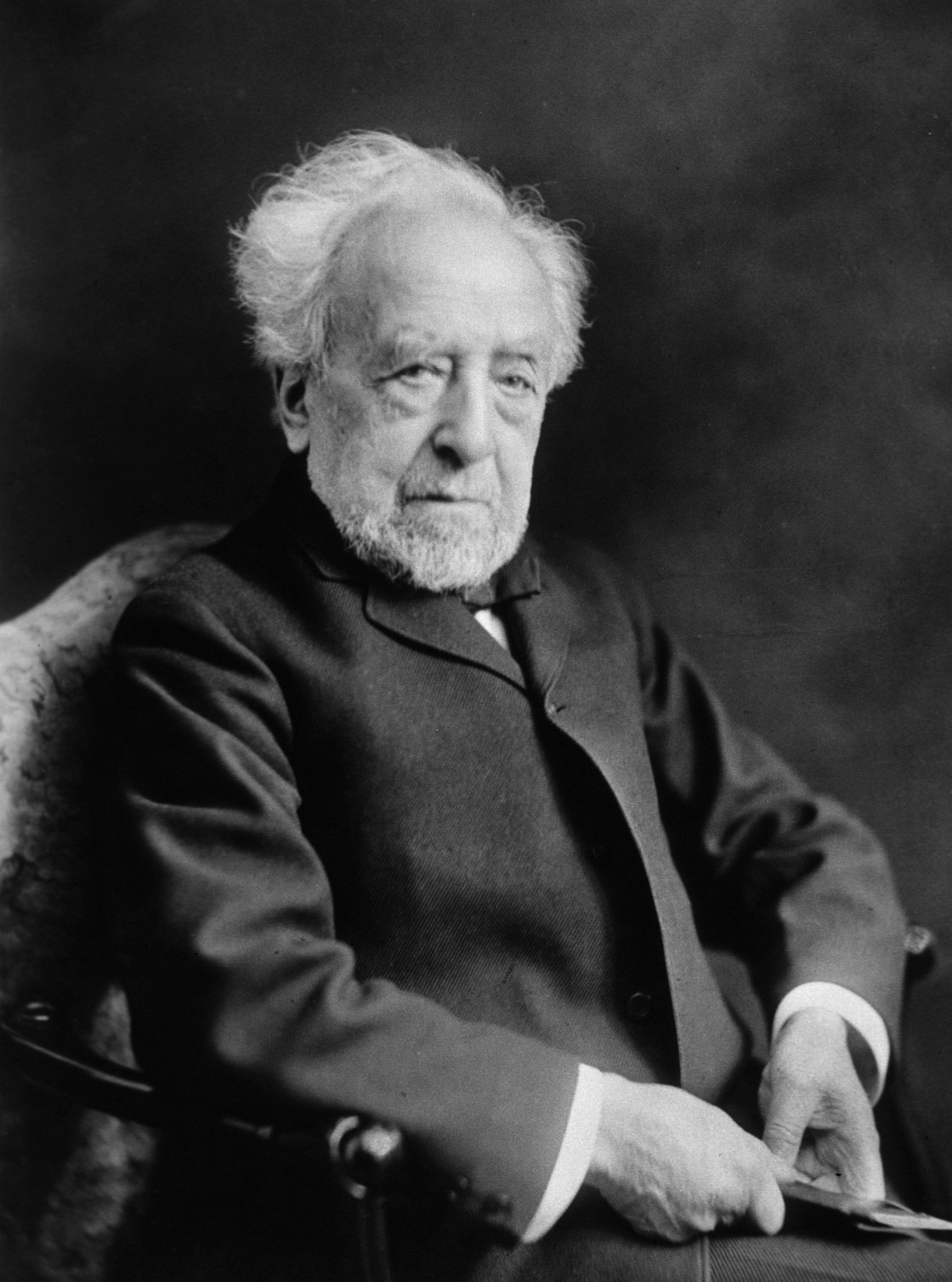
Abraham Jacobi, 1919